# أدريانا غوزمان
أدريانا غوزمان (بالإسبانية: Adriana Guzmán)‏ هي لاعب كرة مضرب مكسيكية، ولدت في 30 يونيو 1992.

## وصلات خارجية
- أدريانا غوزمان على موقع رابطة محترفات التنس (الإنجليزية)
- أدريانا غوزمان على موقع الاتحاد الدولي لكرة المضرب (الإنجليزية)